# Гринберг (фильм)
«Гринберг» (англ. Greenberg) — американский фильм режиссёра Ноя Баумбаха.

## Сюжет
Роджер Гринберг, недавно выписавшийся из госпиталя после нервного срыва, потерял работу и решил вернуться из Нью-Йорка в родной Лос-Анджелес, где останавливается в доме своего более успешного брата Филлипа. Филлип уезжает в отпуск во Вьетнам со своей семьёй и, поскольку Роджер работал плотником, просит его сделать дом для его собаки по кличке Малер. Гринберг встречается со своими старыми друзьями и знакомится с Флоренс, которая помогает по хозяйству в доме его брата.

## В ролях
- Бен Стиллер — Роджер Гринберг
- Грета Гервиг — Флоренс Марр
- Дженнифер Джейсон Ли — Бэт
- Рис Иванс — Иван Шранк
- Мерритт Уивер
- Крис Мессина — Филлип Гринберг
- Бри Ларсон — Сара
- Марк Дюпласс

## Критика
Фильм получил в основном положительные отзывы критиков. На сайте Rotten Tomatoes фильм имеет рейтинг 75 % на основе 161 рецензий со средней оценкой 6,7 из 10. На сайте Metacritic фильм имеет оценку 76 из 100 на основе 39 рецензий критиков, что соответствует статусу «в основном положительные отзывы».

## Награды и номинации
| Премия                              | Категория                              | Номинант       | Результат |
| ----------------------------------- | -------------------------------------- | -------------- | --------- |
| Берлинский кинофестиваль            | Золотой медведь                        | Ноа Баумбах    | Номинация |
| «Независимый дух»                   | Лучший фильм                           |                | Номинация |
| «Независимый дух»                   | Лучшая мужская роль                    | Бен Стиллер    | Номинация |
| «Независимый дух»                   | Лучшая женская роль                    | Грета Гервиг   | Номинация |
| «Независимый дух»                   | Лучшая операторская работа             | Харрис Савидис | Номинация |
| Национальный совет кинокритиков США | Топ 10 лучших независимых фильмов года |                | Победа    |